# Да Понте, Лоренцо
Лоре́нцо да По́нте (10 марта 1749 — 17 августа 1838) — итальянский либреттист и переводчик. Автор 28 либретто к произведениям 11 композиторов, включая оперы Моцарта и Сальери.

## Биография и творчество
Лоренцо да Понте (при рождении ему было дано имя Эмануэле Конельяно) родился в городке Ченедо Венецианской республики (сейчас Витторио-Венето) в еврейской семье. Его мать умерла в 1754 году и после её смерти отец повторно женился, для чего вместе с детьми принял католическую веру. При крещении Эмануэле принял имя епископа, совершившего обряд, Лоренцо да Понте. С 1769 года учился в духовной семинарии в Портогруаро и в 1773 году принял монашеский сан. В 1774—1776 годах аббат да Понте преподавал литературу и красноречие в семинарии Тревизо. Однако его радикальные взгляды (да Понте был поклонником Руссо) и распутное поведение привели к изгнанию из Тревизо, а затем и из Венеции, где среди его близких знакомых был Казанова.
В 1782 году Лоренцо да Понте прибыл в Вену и по ходатайству придворного композитора Антонио Сальери получил место придворного поэта-либреттиста. Здесь да Понте написал три самых известных либретто, положенные на музыку В. А. Моцартом: «Свадьба Фигаро», «Дон Жуан» и «Так поступают все». На его счету также либретто к операм Сальери («Талисман», «Богач на день», «Аксур, царь Ормуза», «Пастырь верный», «Цифра»), Йозефа Вайгля, Висенте Мартина-и-Солера и других композиторов.
В 1790 г. из-за сокращения финансирования да Понте потерял работу и уехал в Триест, где познакомился со своей будущей женой, англичанкой Нэнси Грал. Жил в Праге и Дрездене, Париже и Лондоне. Проработав тринадцать лет с забытыми ныне композиторами, да Понте в 1805 эмигрировал в Америку.

## Годы в США
В Америке Лоренцо да Понте перевел несколько английских произведений на итальянский язык, написал мемуары — «Воспоминания Лоренцо Да Понте из Ченеды, им самим написанные» (1823—1827; немецкий перевод Гота, 1861). Он преподавал итальянскую словесность в Колумбийском университете в Нью-Йорке и был первым католическим священником на кафедре Университета. В 1826 году он выступил организатором первого исполнения оперы «Дон Жуан» в Америке (Церлину пела Мария Малибран). В 1828 году, в возрасте 79 лет, Лоренцо да Понте получил гражданство Соединенных Штатов.
Лоренцо да Понте умер в возрасте восьмидесяти девяти лет в Нью-Йорке и при большом стечении народа был пышно похоронен в Бруклине.